# خط هاستینگز
خط هاستینگز یک خط راه‌آهن ثانویه در کنت و ساسکس شرقی انگلستان است که از طریق Tonbridge و Sevenoaks Hastings به شهر اصلی Tunbridge Wells و لندن متصل می‌کند. این راه‌آهن گرچه در درجه اول مسافران را حمل می‌کند، همچنین در خدمت یک معدن گچ است که منبع حمل و نقل کالا است. جنوب شرقی قطارهای مسافربری را در این خط اداره می‌کند و این یکی از خطوط پر رفت‌وآمد آنها است. این خط آهن توسط راه‌آهن جنوب شرقی در اوایل دهه ۱۸۵۰ در سرتاسر زمین دشوار High Weald احداث شد. نظارت بر ساختمان این خط سست بود، و به پیمانکاران این امکان را می‌داد که از پوشش تونل‌ها چشم پوشی کنند. این کمبودها پس از افتتاح راه‌آهن نمایان شد. اصلاحات منجر به محدود شدن بار سنج در امتداد خط شد که نیاز به استفاده از وسایل نقلیه اختصاصی دارد. این خط آهن توسط راه‌آهن جنوب شرقی در اوایل دهه ۱۸۵۰ در سرتاسر زمین دشوار High Weald احداث شد. نظارت بر ساختمان این خط سست بود، و به پیمانکاران این امکان را می‌داد که از پوشش تونل‌ها چشم پوشی کنند. این کمبودها پس از افتتاح راه‌آهن نمایان شد. اصلاحات منجر به محدود شدن بار سنج در امتداد خط شد که نیاز به استفاده از وسایل نقلیه اختصاصی دارد.

## ساخت و ساز
خط هاستینگز در زمینهای سخت، جنگلی و تپه ای در عرض تختخواب‌های هایلینگز و ماسه سنگ ساخته شده‌است و ساخت هشت تونل بین تونبریج و استراحتگاه ساحلی هاستینگز در ساحل جنوبی احتیاج دارد. SER از اینکه از نظر اقتصادی برای دستیابی به هاستینگز در رقابت بود و در اواسط دهه ۱۸۴۰ از نظر مالی از نظر اقتصادی قدرتمند نبود، مایل بود این خط را از لحاظ اقتصادی احداث کند. قرارداد ساخت خط بین تونبریج ولز و رابرتزبریج منعقد شد.
هزینه ساخت خط بین چاه‌های تونبریج و جبهه Bopeep بیش از ۵۰۰۰۰۰ پوند است.